# Julieta Díaz
Julieta Díaz (født September 9, 1977 i Buenos Aires) er en Argentinsk skuespiller kendt fra film, tv og teater. Hun begyndte sin karriere som 13-årig.
Díaz er fast tilknyttet et argentinsk filmselskab, men optræder også andre på teaterscener.

## Filmografi
- Lobos marinos (2000)
- Déjala correr (2001)
- Herencia (2001) aka Arv
- Muñequita (2006)
- Derecho de familia (2006)
- Maradona, the Hand of God (2007)
- La Señal (2007)
- La Gaby (2008)
- Dos más dos (2012)
- Corazon de Léon (2013)

## Tv
- "Carola Casini" (1997) TV-serie
- "Gasoleros" (1998) TV-serie
- "Pamucak, costa del silencio" (1998) TV-serie
- "Campeones de la vida" (1999) TV-serie
- "Ilusiones (compartidas)" (2000) TV-serie
- "099 Central" (2002) TV-serie
- "Soy gitano" (2003) TV-serie
- "Locas de amor" (2004) - TV-serie
- "Botines" (2005), Mini-TV-serie
- "Mujeres asesinas" (2005) TV-serie
- "Valientes" (2009) TV-serie
- "Cuando Mig Sonreís" (2011) TV-serie
- "Graduados" (2012) TV-serie
- "Sres Papis" (2014)

## Priser

### Nomineringer
- 2013 Martin Fierro Awards
  - Bedste skuespillerinde i kategorien miniserier[1]